# Якоб-Кайзер-Плац (станция метро)
«Якоб-Кайзер-Плац» (нем. Jakob-Kaiser-Platz) — станция Берлинского метрополитена в районе Шарлоттенбург. Расположена на линии U7 между станциями «Халемвег» (нем. Halemweg) и «Юнгфернхайде» (нем. Jungfernheide), на одноимённой площади. Станция, как и площадь, названа в честь немецкого центристского политика Якоба Кайзера. Станция является важным пересадочным узлом благодаря близлежащему аэропорту Тегель.

## История
Открыта 1 октября 1980 года в составе участка «Мирендорфплац» — «Рордамм».

## Архитектура и оформление
Колонная двухпролётная станция мелкого заложения, сооружена по типовому проекту. Архитектор — Райнер Г. Рюммлер. Путевые стены отделаны желтыми панелями из этернита. Колонны и потолок — жёлтыми металлическими пластинами. Единственный выход расположен в центре платформы.